# Lissonota longigena
Lissonota longigena är en stekelart som beskrevs av Bauer 1985. Lissonota longigena ingår i släktet Lissonota och familjen brokparasitsteklar. Inga underarter finns listade i Catalogue of Life.